# Dancing in the Street
Dancing in the Street ist ein Lied von Martha & the Vandellas aus dem Jahr 1964, das von Marvin Gaye, William „Mickey“ Stevenson und Ivy Jo Hunter geschrieben wurde. Eine erfolgreichere Version erschien 1985 von David Bowie und Mick Jagger.

## Martha & the Vandellas
Dancing in the Street wurde weltweit am 21. Juli 1964 veröffentlicht. Das Lied handelt von einem Zeitpunkt, in dem Leute in einer Stadt tanzen – die Idee mit dem Tanzen stammt von Stevenson. Er sah, wie einige Menschen auf den Straßen Detroits im Sommer unter einem Wasserstrahl eines geöffneten Hydranten standen, und dies schien ihm, als hätten die Menschen getanzt. Ursprünglich sollte der Song von Kim Weston gesungen werden, doch nachdem Martha Reeves den Text gelesen hatte, wurde beschlossen, dass Martha & the Vandellas das Lied singen sollten. Es erschien auf dem Album Dance Party, die B-Seite der Single ist das Stück There He Is (At My Door). Die Library of Congress nahm den Song in die National Recording Registry auf. In der Liste der 500 besten Songs aller Zeiten des Rolling Stones wurde es auf Platz 40 gewählt, unter den 365 Songs of the Century der RIAA belegte es Platz 139. Des Weiteren wurde es von der Rock and Roll Hall of Fame in die 500 Songs that Shaped Rock and Roll und in die Grammy Hall of Fame aufgenommen.

## David Bowie und Mick Jagger
Im August 1985 veröffentlichten David Bowie und Mick Jagger ihre Version von Dancing in the Street, welche sich in Ländern wie Großbritannien, Irland und Australien zu einem Nummer-eins-Hit entwickelte. Ursprünglich sollte das Lied von Bowie beim Live Aid im Wembley-Stadion und von Jagger im JFK-Stadion aufgeführt werden, doch aufgrund der um eine halbe Sekunde verzögerten Satellitenübertragung ließ sich dies nicht umsetzen. Stattdessen nahm das Duo den Song im Juni 1985 in den West Side Studios in London auf. Es war Bowies letzter Nummer-eins-Hit.
David Mallet führte Regie im Musikvideo, das in den Docklands-Studios gedreht wurde. Die Aufnahmezeit betrug 13 Stunden. Im Clip tanzen Bowie und Jagger im Treppenhaus einer Lagerhalle sowie auf einer Straße als Anspielung auf den Titel. Das Video wurde bei den MTV Video Music Awards 1986 als Best Overall Performance in a Video ausgezeichnet.

## Andere Coverversionen
Dancing in the Street wurde auch von folgenden Künstlern gecovert:
- Atomic Kitten
- Black Oak Arkansas
- Carpenters
- Petula Clark
- Phil Collins
- Grateful Dead
- Neil Diamond
- Fred Frith
- Gary Glitter
- Stefan Gwildis
- Leningrad Cowboys,
- Little Richard
- Love Generation
- Kin Ping Meh
- No Means No
- Laura Nyro
- Bruce Springsteen
- The Everly Brothers
- The Kinks
- The Mamas & the Papas
- The Walker Brothers
- Van Halen
- Sylvie Vartan